# جامعة تسينغ - هوا
جامعة تسينغ - هوا (بالصينية المبسطة:清华大学;بالصينية التقليدية: 清華大學; بالبينيين: Qīnghuá Dàxué) هي جامعة تقع في بكين بالصين. أنشات عام 1911 م.